# Batalla de Savenay
La batalla de Savenay, marca el final de la fase operativa de la Gir de galerna de la primera Revolta de La Vendée durant la Revolució Francesa. El 22 de desembre de 1793 els vendeans perderen aquesta batalla.
Uns 7.000 reialistes que s'havien salvat del desastre de Mans, en la seva fugida arribaren a Savenay seguint el riu Loira, el corrent del qual intentaren travessar. Els acabdillava Fleuriot de la Fleuryaie, el qual va veure fracassar el seu propòsit en comprovar que tots els ponts restaven tallats i quedava tancat amb la seva host entre el Loira, el Vilaine i la mar, triangle en el qual no tenia més recursos que vèncer o morir.
La població de Savenay, situada en un turó, podia defensar-se, i els vendeans no ometeren cap recurs per organitzar la resistència. Així que havien acabat aquests treballs, quan es presentaren Westermann i Kléber al front de l'avantguarda republicana i prengueren les seves disposicions. Lyrot, que acabdillava l'avantguarda reialista, trencava el foc, però es formà una espessa boira, junt amb la foscor de la nit, obligà els dos bàndols a esperar l'endemà.
En apuntar l'alba, Marceau, que capitanejava els republicans, ordenà tocar generala i desenvolupà els seus formidables efectius: a un senyal donada, es posaren en moviment totes les columnes. Els vendeans es formaren en batalla sobre una sola línia, comptant terroritzar l'enemic amb la extensió d'aquell desenvolupament de forces; però la divisió de Tilly carregà contra ells a la baioneta, mentre Westermann i Kléber, escalant les altures darrera de Savenay, tallaven la retirada dels vendeans, els quals no tingueren més remei que obrir-se pas per entre les columnes dels republicans, arribant als boscos veïns amb una part de les seves tropes, mentre la resta, no pogueren seguir-los, es refugiaren a Savenay, en el mateix moment en pel canto contrari entrava l'enemic. Lyrot, que anava al front dels refugiats, sucumbí dels primers; els altres moriren quasi tots dintre la població.
Dels que havien aconseguit escapar, la majoria penetraren en el bosc de Gâvre i en nombre de 200 marxaren sobre Ancenis, amb la intenció de travessar el Loira, però foren envoltats per la cavalleria republicana i conduïts a Angers. La jornada de Savenoy fou decisiva, doncs a partir d'aquell moment els reialistes ja no pogueren portar a fi seriosament la campanya.